# Rodrigo Stambuk
Rodrigo Stambuk je čileanski glazbenik - pjevač, glazbeni producent i tekstopisac. Bavi se rock, electropop i pop rock glazbom. Hrvatskog je podrijetla.
Bio je članom glazbenog sastava Glup! koji su osnovali on, Koko i Vid Stambuk.
Pjeva u glazbi za seriju Perlu, tan real como tú, na albumu Mi gitano corazón, kojem je i producent zajedno s Rodrigom Leivom i Enzom Massardom. S tog je albuma producirao singlice Mi gitano corazón (napisao je stihove, izvodi Perla Ilich; latino pop, pop gitano), Gangsta la calle (urban, hip hop) i En tu vida (pop rock, pop). Na tom albumu pjeva pjesmu El beso de una gitana.
Napisao je pjesmu Las Horas za čileansku pjevačicu Denise Rosenthal.

## Diskografija

### Sa sastavom Glup!
- 1999.: 1999
- 2000.: Welcome Polinesia
- 2002.: Glup